# Siden Saxo
Siden Saxo var et tidsskrift for dansk historie, som udgaves af Statens Arkiver og udkom fire gange om året. Magasinet blev distribueret af Syddansk Universitetsforlag.
Tidsskrift ophørte med at udkomme i 2019.
Magasinet rummede artikler om Danmarks og Europas historie og blev som regel skrevet af faghistorikere. Artikler i Siden Saxo havde typisk udgangspunkt i arkivalsk materiale.

## Redaktører
- 1984-1987: Bent Blüdnikow, Steen Ousager, Hans Munk Pedersen, Poul Sverrild
- 1987-1988: Bent Blüdnikow, Steen Ousager
- 1989: Bent Blüdnikow, Poul Olsen, Steen Ousager
- 1990-1993: Poul Olsen, Henrik Stevnsborg, Bent Blüdnikow, Steen Ousager
- 1994-1995: Henrik Skov Kristensen, Steen Ousager, Bent Blüdnikow, Anette Warring, Henrik Stevnsborg
- 1996-2002: Charlotte S.H. Jensen
- 2003-2008: Lars Bangert Struwe, Ole Magnus Mølbak Andersen
- 2008- : Lars Bangert Struwe, Steffen Harpsøe